# Aija Sakova

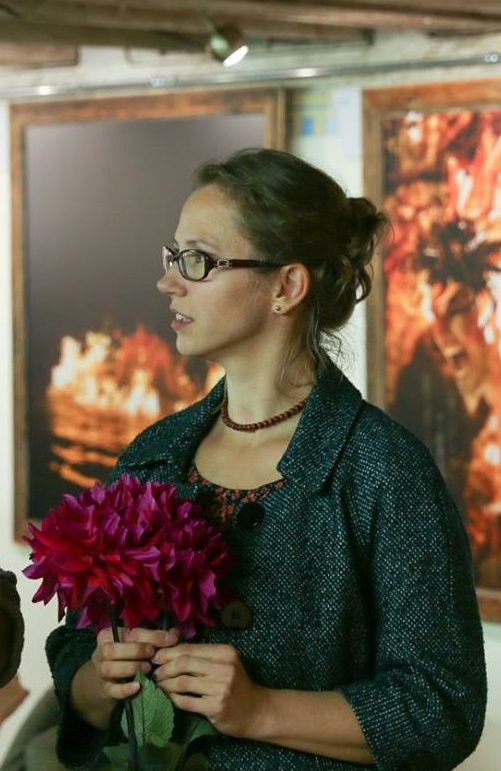
Aija Sakova (2015)

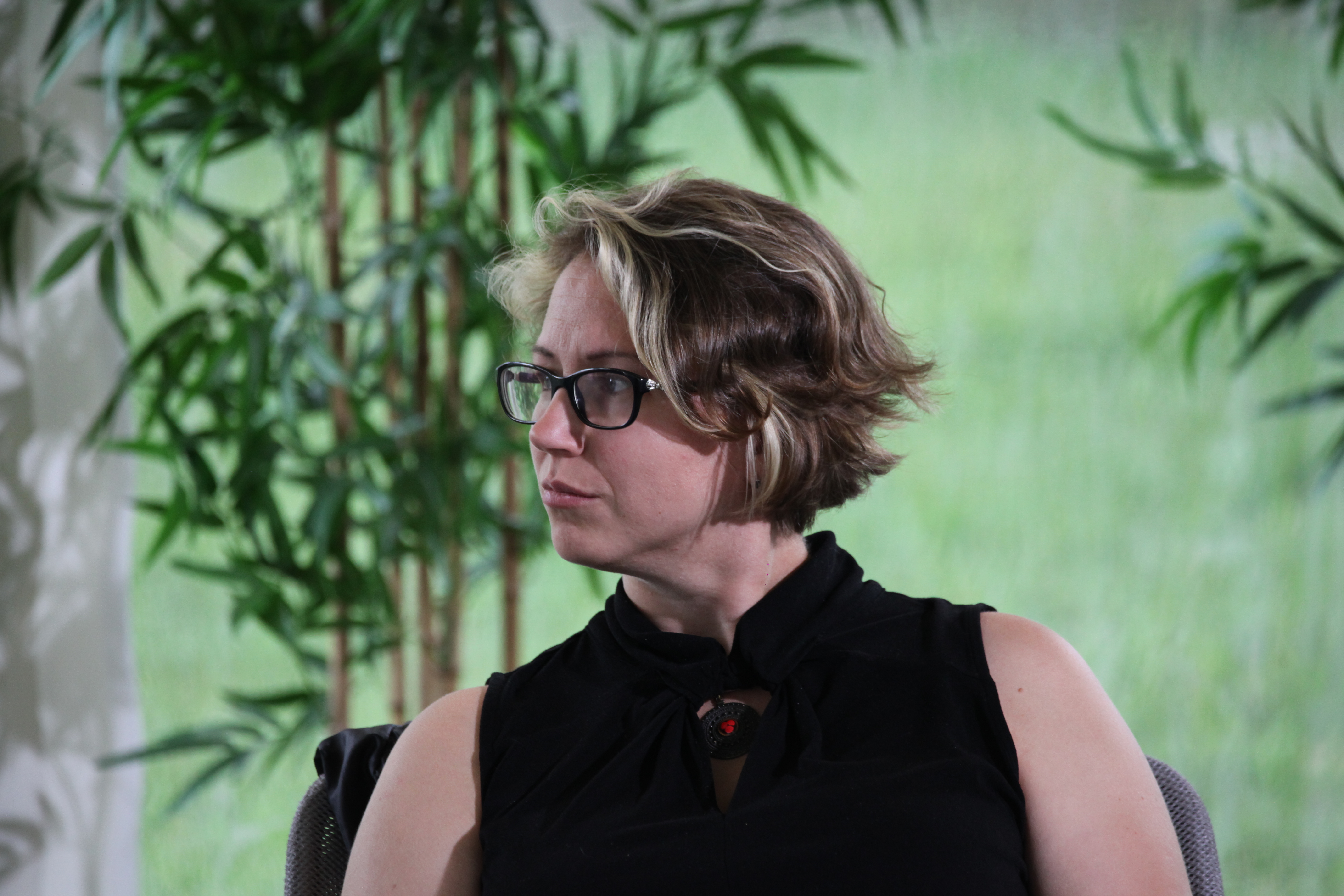
Aija Sakova (2021)

Aija Sakova (* 5. Dezember 1980 in Tallinn) ist eine estnische Literaturwissenschaftlerin, Germanistin, Literaturkritikerin und Autorin.

## Leben
Sakova wurde als Tochter der estnischen Keramikkünstlerin Kersti Karu und des russischen Malers Valeriy Sakov in Tallinn geboren und machte 1999 auf dem dortigen Deutschen Gymnasium ihr Abitur. Anschließend studierte sie von 1999 bis 2004 an der Universität Tartu deutsche Philologie. Nach ihrem ersten Abschluss (2004) setzte sie das Studium im Magister- und Promotionsstudiengang fort. Nach Studienaufenthalten an den Universitäten von Konstanz (2002–2003), Wien (2007–2008) und der Humboldt-Universität (2010–2011) wurde sie 2014 mit einer Arbeit über Ene Mihkelson und Christa Wolf an der Universität Tartu zum Dr. phil. promoviert.
Von 2012 bis 2016 war sie an der Akademischen Bibliothek der Universität Tallinn angestellt, seit 2017 ist sie als Wissenschaftlerin mit dem Estnischen Literaturmuseum verbunden.
Sakova ist seit 2019 Mitglied des Estnischen Schriftstellerverbandes.

## Werk
Sakova konzentriert sich in ihrer Forschung auf die Erinnerungskultur und untersucht u. a., wie sich die traumatischen Erfahrungen des Zweiten Weltkriegs in der zeitgenössischen Literatur niederschlagen. Dabei behandelt sie sowohl die estnische (neben Ene Mihkelson auch Viivi Luik) wie auch die deutschsprachige Literatur (Christa Wolf, Ingeborg Bachmann) und vergleicht sie bisweilen, wie sie es in ihrer Dissertation tat.
Außerdem veröffentlicht sie seit 2003 Literaturkritiken und ist als Mitglied zahlreicher Kulturgesellschaften (z. B. Christa Wolf Gesellschaft) in der Kulturvermittlung aktiv. 2019 debütierte sie mit Gedichten in der Zeitschrift Looming.

## Bibliografie

### Wissenschaftliche Publikationen
- Kohustus kannatada, et näha ja mõista. Ene Mihkelsoni ja Ingeborg Bachmanni kirjanikunägemus, in: Methis 5/6 (2010), S. 111–121.
- (unter dem Namen Aija Sakova-Merivee): Die Finsternis der Vergangenheit in Ene Mihkelsons Roman Katkuhaud (Pestgrab, 2007), in: interlitteraria 18/2 (2013), S. 517–533.
- (unter dem Namen Aija Sakova-Merivee): Ausgraben und Erinnern. Denkbilder des Erinnerns und der moralischen Zeugenschaft im Werk von Ene Mihkelson und Christa Wolf. Dissertationes litterarum et contemplationis comparativae Universitatis Tartuensis 13. Tartu: Tartu Ülikooli Kirjastus 2014. 171 S.
  - Handelsversion: Ausgraben und Erinnern. Denkbilder des Erinnerns und der moralischen Zeugenschaft im Werk von Christa Wolf und Ene Mihkelson. Göttingen: V&R unipress 2016. 177 S. (Deutschsprachige Gegenwartsliteratur und Medien 19)
- Varjudest, kartmatusest ja elujõust. Ingeborg Bachmanni ja Viivi Luige poeetilisest kreedost, in: Looming 11/2016, S. 1615–1620.
- Moraalne tunnistus kui tulevikku suunatud lootus. Tähelepanekuid Ene Mihkelsoni romaanist „Ahasveeruse uni“, in: Adressaadi dünaamika ja kirjanduse pingeväljad. Tartu: Tartu Ülikooli kirjastus 2016, S. 97–111 (Studia litteraria Estonica 18).
- Ahasveeruse tunnistus. Kirjanduslik palverännak kui eetiline kohustus Ene Mihkelsoni „Ahasveeruse unes“, in: Keel ja Kirjandus 4/2018, S. 285–296.
- Reading Estonian Literature through a German Lens. How Ivar Ivask Became a World-Renowned Literary Scholar, in: Methis 21/22 (2018), S. 150–162.
- Ene Mihkelson: “How to become a person? How to be a person?”, in: Estonian Literary Magazine 48 (Spring 2019), S. 52–55.

### Essayistik und Lyrik
- Valu, mälu, kirjandus. Tallinn: Eesti Keele Sihtasutus 2017. 255 S.
- Astrid ja Ivar Ivaski kirjanduslikud võrgustikud. Riia reisikiri, in: Looming 9/2018, S. 1279–1281.
- Elamise julgus. Kirjad Käbile. Tallinn: EKSA 2019. 253 S.
- Isa suudlus. s. l.: HL&TS 2020. 76 S.